# Primera Manzana Dosdha
Primera Manzana Dosdha är en ort i Mexiko.   Den ligger i kommunen Alfajayucan och delstaten Hidalgo, i den sydöstra delen av landet, 110 km norr om huvudstaden Mexico City. Primera Manzana Dosdha ligger 1 902 meter över havet och antalet invånare är 384.
Terrängen runt Primera Manzana Dosdha är kuperad åt sydost, men åt nordväst är den platt. Runt Primera Manzana Dosdha är det ganska tätbefolkat, med 60 invånare per kvadratkilometer. Närmaste större samhälle är Alfajayucan, 1,4 km sydväst om Primera Manzana Dosdha. Omgivningarna runt Primera Manzana Dosdha är i huvudsak ett öppet busklandskap.